# Хоуп (озеро)
Хо́уп (исл. Hóp) — проточное лагунное озеро в Исландии. Располагается на территории общин Хунабиггд и Хунатинг-Вестра в регионе Нордюрланд-Вестра.
Хоуп находится на высоте 1 м над уровнем моря в северо-западной части страны. Площадь озера составляет 29,8 км². Длина — 11,2 км, ширина — 8,5 км. Наибольшая глубина — 8,5 м, средняя — 5,5 м. В северную часть озера сильно вдаётся узкая коса: выступая из северо-восточного берега около Тингейрара, она протягивается в юго-западном направлении практически до противоположного берега.
С южной стороны в озеро впадает река Видидальсау. Сток из озера идёт на север по протоке в Хуна-фьорд — восточное ответвление залива Хунафлоуи.